# Super High Roller Bowl China

Logo des Super High Roller Bowl China

Der Super High Roller Bowl China war die vierte Austragung dieses Pokerturniers und die erste, die außerhalb des Las Vegas Strip stattfand. Er wurde vom 20. bis 22. März 2018 im Babylon Casino in der chinesischen Sonderverwaltungszone Macau ausgespielt und war mit seinem Buy-in von 2,1 Millionen Hongkong-Dollar das viertteuerste Pokerturnier des Jahres 2018. Das Event wurde von Poker Central veranstaltet.

## Struktur
Das Turnier in der Variante No Limit Hold’em wurde vom 20. bis 22. März 2018 gespielt. Das Buy-in betrug 2,1 Millionen HK-Dollar, was zum Turnierzeitpunkt umgerechnet rund 270.000 US-Dollar bzw. 220.000 Euro entsprach. Die Obergrenze an Teilnehmern beim Super High Roller Bowl China lag bei 49 Spielern, jedoch konnten nur vom Veranstalter Macau Billionaire Poker eingeladene Spieler am Turnier teilnehmen. Vom Buy-in wurde eine Gebühr von 160.000 HK-Dollar an den Veranstalter gezahlt, der garantierte Preispool lag bei 100 Millionen HK-Dollar.

## Teilnehmer
Nicht alle Spieler konnten identifiziert werden. Mindestens dabei waren die folgenden 39 Teilnehmer:
| - Sergio Aido - Patrik Antonius - Mikita Badsjakouski - Justin Bonomo - Kahle Burns - Daniel Cates | - Stephen Chidwick - Stanley Choi - Daniel Dvoress - Alex Foxen - Sam Greenwood - Isaac Haxton | - Fedor Holz - Shan Huang - Phil Ivey - John Juanda - Rainer Kempe - Bryn Kenney | - Jason Koon - Timofei Kusnezow - Bjorn Li - Tom Marchese - Adrián Mateos - Dominik Nitsche | - Steve O’Dwyer - David Peters - Nick Petrangelo - Brian Rast - Erik Seidel - Scott Seiver | - Qiao Shuai - Dan Smith - Steffen Sontheimer - Ben Tollerene - Christoph Vogelsang - Richard Yong | - Wai Yong - Quan Zhou - Kimmy Zhuang |

## Ergebnisse

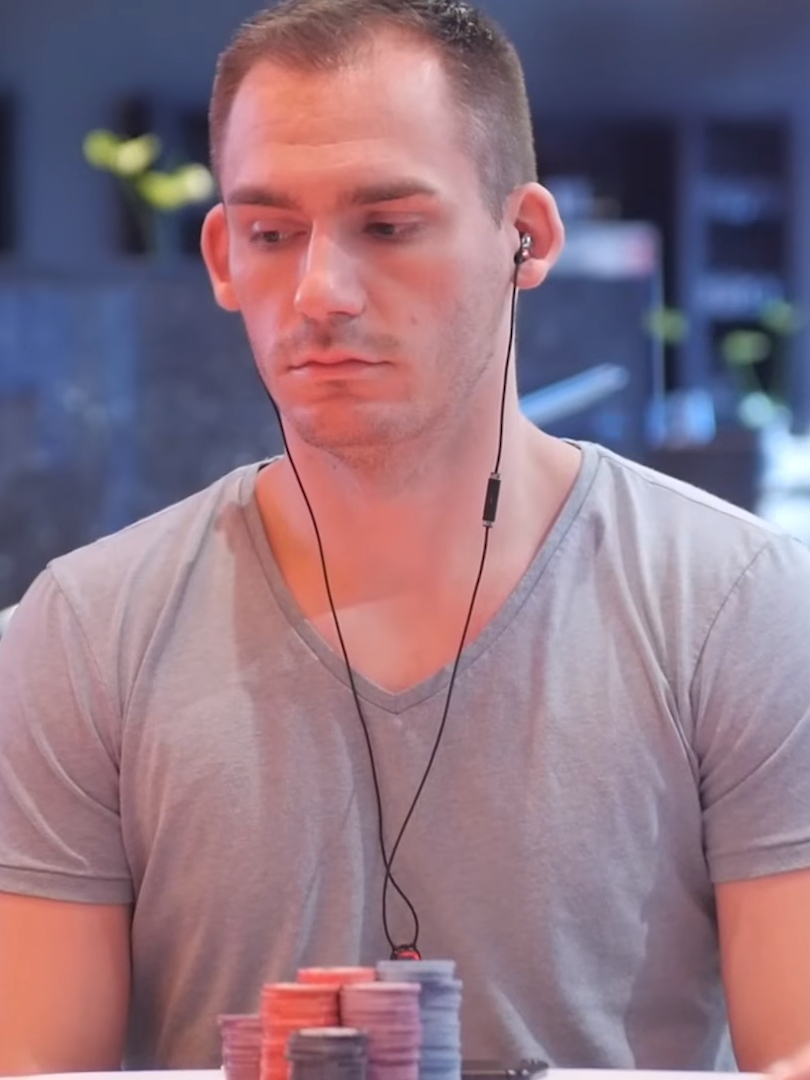
Justin Bonomo (2018)

Den Spielern standen während der Anmeldephase unbegrenzt viele Re-Entries zur Verfügung. Fedor Holz kaufte sich siebenmal in das Turnier ein, investierte also umgerechnet knapp 2 Millionen US-Dollar. Insgesamt wurden 75 Entries verzeichnet, womit der Preispool bei 145,5 Millionen HK-Dollar, umgerechnet mehr als 18,5 Millionen US-Dollar, lag. Für die Teilnehmer gab es elf bezahlte Plätze.
Nach dem ersten Turniertag war Isaac Haxton der Chipleader. Am zweiten Tag wurden die Geldränge erreicht, nachdem Sergio Aido mit Damen gegen Rainer Kempes Könige als Zwölfter ausgeschieden war. Der Tag endete mit den letzten sieben Spielern, deutlicher Chipleader war Justin Bonomo. Am Finaltag sicherte sich Bonomo den Titel sowie eine Siegprämie von umgerechnet knapp 5 Millionen US-Dollar.
| Platz | Herkunft               | Spieler          | Preisgeld    | Preisgeld    |
| Platz | Herkunft               | Spieler          | in HK-Dollar | in US-Dollar |
| ----- | ---------------------- | ---------------- | ------------ | ------------ |
| 1     | Vereinigte Staaten     | Justin Bonomo    | 37.830.000   | 4.823.077    |
| 2     | Finnland               | Patrik Antonius  | 24.735.000   | 3.153.551    |
| 3     | Deutschland            | Rainer Kempe     | 16.005.000   | 2.040.533    |
| 4     | Deutschland            | Dominik Nitsche  | 13.095.000   | 1.669.527    |
| 5     | Vereinigte Staaten     | Bryn Kenney      | 11.640.000   | 1.484.024    |
| 6     | Vereinigtes Konigreich | Stephen Chidwick | 10.185.000   | 1.298.521    |
| 7     | Vereinigte Staaten     | David Peters     | 08.730.000   | 1.113.018    |
| 8     | Vereinigte Staaten     | Isaac Haxton     | 07.275.000   | 0.927.515    |
| 9     | Vereinigte Staaten     | Jason Koon       | 05.820.000   | 0.742.012    |
| 10    | Vereinigte Staaten     | Daniel Cates     | 05.820.000   | 0.742.012    |
| 11    | Vereinigte Staaten     | Dan Smith        | 04.365.000   | 0.556.509    |